# Улица Чекистов (Екатеринбург)
Улица Чеки́стов — улица в жилом районе «Пионерский» Кировского административного района Екатеринбурга.

## Происхождение названия
Улица названа в честь сотрудников Всероссийской чрезвычайной комиссии по борьбе с контрреволюцией и саботажем и её местных подразделений.

## Расположение и благоустройство
Улица Чекистов идёт с северо-северо-востока на юго-юго-запад между улицами Учителей и Менделева, начинаясь от примыкания к улице Июльской и заканчиваясь у улицы Вилонова. Пересекается с улицей Сулимова. На улицу слева выходят Шалинский переулок. Протяжённость улицы составляет около 750 метров. Ширина проезжей части — одна полоса в обе стороны.
На протяжении улицы имеется один нерегулируемый пешеходный переход. С обеих сторон (но не на всём своём протяжении) улица оборудована тротуарами.

## История
Улица Чекистов была спланирована в 1927—1928 годах и на картах Свердловска 1929 и 1932 годов обозначена как застраиваемая. На картах города 1939 и 1942 годов уже показана застройка улицы по нечётной стороне. На городской карте 1947 года улица показана как полностью застроенная частными домами. Начиная с 1950-х годов застраивалась многоквартирной застройкой.

## Здания и сооружения
Внимание! Этот раздел содержит информацию по состоянию на май 2012 года
По нечётной стороне:
- № 1 — двухэтажный 14-квартирный шлакоблочный дом постройки 1953 года;
- № 1а — трёхэтажный 30-квартирный кирпичный дом постройки 1958 года;
- № 1б — трёхэтажный 30-квартирный кирпичный дом постройки 1960 года;
- № 3 (Сулимова, 53) — трёхэтажный жилой дом;
- № 5 — 16-этажный одноподъездный жилой дом постройки 2000-х годов;
- № 7 — 16-этажный одноподъездный жилой дом постройки 2000-х годов;
- № 9 — 10-этажный многоподъездный жилой дом;
- № 21 — общеобразовательная школа № 125.

По чётной стороне:
- № 12 — 70-квартирный жилой дом постройки 1972 года;
- № 14 — 56-квартирный жилой дом постройки 1971 года;
- № 18 — двадцатипятиэтажный жилой дом (жилой комплекс «Престиж») постройки 2010 года;
- № 22 — детский сад № 322.

## Транспорт

### Наземный общественный транспорт
Движение наземного общественного транспорта по улице не осуществляется. В 150 метрах от пересечения с улицей Сулимова находится остановка общественного транспорта «Парк Хаус»:
Автобус: № 28, 48, 60;
Троллейбус: № 32;
Маршрутное такси: № 05а, 046, 052, 056, 059, 64, 070, 082.

### Ближайшие станцииметро
Действующих станций метро поблизости нет.